# Pamphilius balteatus
Pamphilius balteatus är en stekelart som först beskrevs av Carl Fredrik Fallén 1808.  Pamphilius balteatus ingår i släktet Pamphilius, och familjen spinnarsteklar. Enligt den finländska rödlistan är arten nära hotad i Finland. Arten är reproducerande i Sverige. Artens livsmiljö är parker, gårdsplaner och trädgårdar.